# Trámite
Trámite es la gestión o diligenciamiento que se realiza para obtener un resultado, en pos de algo, o los formulismos necesarios para resolver una cosa. Habitualmente los trámites se realizan en las administraciones públicas y en menor escala en el sector privado; los mismos son de diversas índoles, el ciudadano tiene que hacer trámites en forma permanente para desenvolverse en una sociedad organizada, y es por ello que existen muchos organismos públicos creados a tal fin.
- Para inscribir una propiedad.
- Para realizar una venta de un inmueble.
- Para obtener un permiso de pesca.
- Para abonar una multa.
- Para denunciar un accidente laboral.
- Para obtener un certificado de un grado académico.
- Para obtener un certificado de buena conducta.
- Para obtener un certificado de residencia.
- Para realizar una denuncia en defensa del consumidor.
- Para inscribir un automotor.
- Para inscribir una empresa recién formada, en el Registro Público de Comercio y Personería Jurídica.
- Para inscribir a una empresa o persona física en el listado de proveedor del estado de una nación, provincia o municipio.
- Trámite de las personas o empresas para inscribirse en un tipo de impuesto nacional o provincial.
- Para obtener una copia certificada del acta de nacimiento, matrimonio o defunción en el Registro Civil.
- Parlamentarios, para la creación de una ley.
- Judiciales de distinta índole.

- Datos: Q2842466